# Quatuor pour piano et cordes no 1 de Brahms
Pour les articles homonymes, voir Quatuor pour piano et cordes.
Le Quatuor pour piano et cordes no 1 en sol mineur, opus 25, est un quatuor pour violon, alto, violoncelle et piano de Johannes Brahms. Composé en 1861 à Hamm, il fut créé le 16 novembre 1861 à Hambourg avec Clara Schumann au piano, et publié en 1863. Son célèbre finale rondo alla zingarese assura sa postérité.
Le compositeur en fit une transcription pour piano à quatre mains en 1872 et Arnold Schoenberg orchestra l'œuvre en 1938, cette orchestration est parfois surnommée « la cinquième symphonie de Brahms »).

## Analyse de l'œuvre
1. Allegro (à )
2. Intermezzo (allegro ma non troppo en ut mineur, à 
)
3. Andante con moto (en mi bémol majeur, à 
)
4. Rondo alla zingareze (presto, à 
)

- Durée d'exécution : quarante minutes.